# 동김해 나들목
동김해 나들목(E.Gimhae IC)은 경상남도 김해시 삼정동과 부원동에 걸쳐 설치된 남해고속도로의 38번 교차로(나들목)이다. 나들목 진출입로는 어방동과 접하고 있다.
김해시내 중에서도 활천동, 부원동, 삼안동 등지로 진출이 가능하다. 한편 옛 동김해 나들목은 나들목과 접하는 국도 제14호선과의 거리가 300여 미터 밖에 되지 않아, 요금소가 분산되어 있는 것이 특징이었다. 현재 서쪽으로 500m가량 위치 이전이 이루어져 있다.

## 연혁
- 1973년 11월 14일 : 부산 ~ 순천 고속도로 개통과 함께 김해시 부원동에 김해 나들목이라는 평면 교차로로 통행 개시[1]
- 1983년 10월 12일 : 나들목 건설을 위해 기존 김해시 부원동 360m 구간 도로구역을 해제하고 김해시 불암동 및 지내동 700m 구간 도로구역 변경[2]
- 1986년 10월 15일 : 나들목 건설을 위해 김해도시계획 교통구역에 김해시 불암동 일대를 김해 나들목으로 고시[3]
- 1994년 1월 14일 : 1995년 12월까지 입체 나들목 건설을 위해 경상남도 김해시 삼정동 ~ 불암동 450m 구간 도로구역 변경[4]
- 1994년 4월 16일 : 기존 '김해 나들목' 설치 계획을 폐지하고 김해시 어방동 일대를 어방 나들목으로 고시[5]
- 2001년 6월 1일 : 2001년 12월까지 나들목 요금소 설치를 위해 경상남도 김해시 삼정동 ~ 어방동 2.26km 구간 도로구역 변경[6]
- 2008년 7월 16일 : 냉정 ~ 부산 구간 확장 공사로 김해시 도시계획시설 교통광장에 삼정동 일대를 동김해 나들목으로 고시[7]

## 구조물 정보
- 위치: 경상남도 김해시 삼정동, 부원동
- 영업소: 경상남도 김해시 남해고속도로 278 (삼정동)

## 접속하는 도로
- 김해대로 (구 국도 제14호선)
- 인제로

## 교통량 정보
| 요금소          | 통행량 (대/일) | 통행량 (대/일) | 통행량 (대/일) | 통행량 (대/일) | 통행량 (대/일) | 통행량 (대/일) | 통행량 (대/일) | 통행량 (대/일) | 통행량 (대/일) | 통행량 (대/일) | 각주  |
| 요금소          | 2001년         | 2002년         | 2003년         | 2004년         | 2005년         | 2006년         | 2007년         | 2008년         | 2009년         | 2010년         | 각주  |
| --------------- | -------------- | -------------- | -------------- | -------------- | -------------- | -------------- | -------------- | -------------- | -------------- | -------------- | ----- |
| 동김해 (폐쇄식) | 19,033         | 21,322         | 21,258         | 20,807         | 20,842         | 21,024         | 22,256         | 22,061         | 21,479         | 21,161         | [ 8 ] |
| 요금소          | 2011년         | 2012년         | 2013년         | 2014년         | 2015년         | 2016년         | 2017년         | 2018년         | 2019년         |                | [ 8 ] |
| 동김해 (폐쇄식) | 21,491         | 20,898         | 20,451         | 19,924         | 23,504         | 23,549         | 23,336         | 21,020         | 20,449         |                | [ 8 ] |